# Francesco Ruviali
Francesco Ruviali  ou Il Polidorino (Espagne, ... - Naples,...) est un peintre italien de la Renaissance de l'école napolitaine actif dans la première moitié du XVIe siècle.

## Biographie
Francesco Ruviali est un peintre italien de la Renaissance, connu aussi sous le nom de Il Polidorino en raison de son attachement au style de Polidoro da Caravaggio.
Bernardo De Dominici, le biographe des artistes napolitains, écrivit que Ruviali était originaire d'Espagne et qu'il a prospéré dans les années 1540.
Après le sac de Rome (1527), Ruviali a fui à Naples où ses principaux travaux sont  Christ mort, avec la Vierge Marie et Saint-Jean, dans la chapelle de la Cour de justice et la Descente de la Croix dans celle de la Vicaria Criminale.

## Œuvres
- Christ mort, avec la Vierge Marie et Saint-Jean, chapelle de la Cour de justice, Naples.
- Descente de la croix, chapelle de la Vicaria Criminale, Naples.

## Sources
- (en) Cet article est partiellement ou en totalité issu de l’article de Wikipédia en anglais intitulé « Francesco Ruviali » (voir la liste des auteurs).